# 파가니 (기업)
파가니(Pagani)는 이탈리아 모데나에 본사가 있는 고급 스포츠카 제조 기업이다.
1992년에 아르헨티나 출신의 엔지니어 호라치오 파가니가 처음 창립하였으며, 수제 방식으로 제조하는 특징이 있어 구매자의 특별 주문을 받아 생산하는 것으로 유명하다.

## 생산 모델

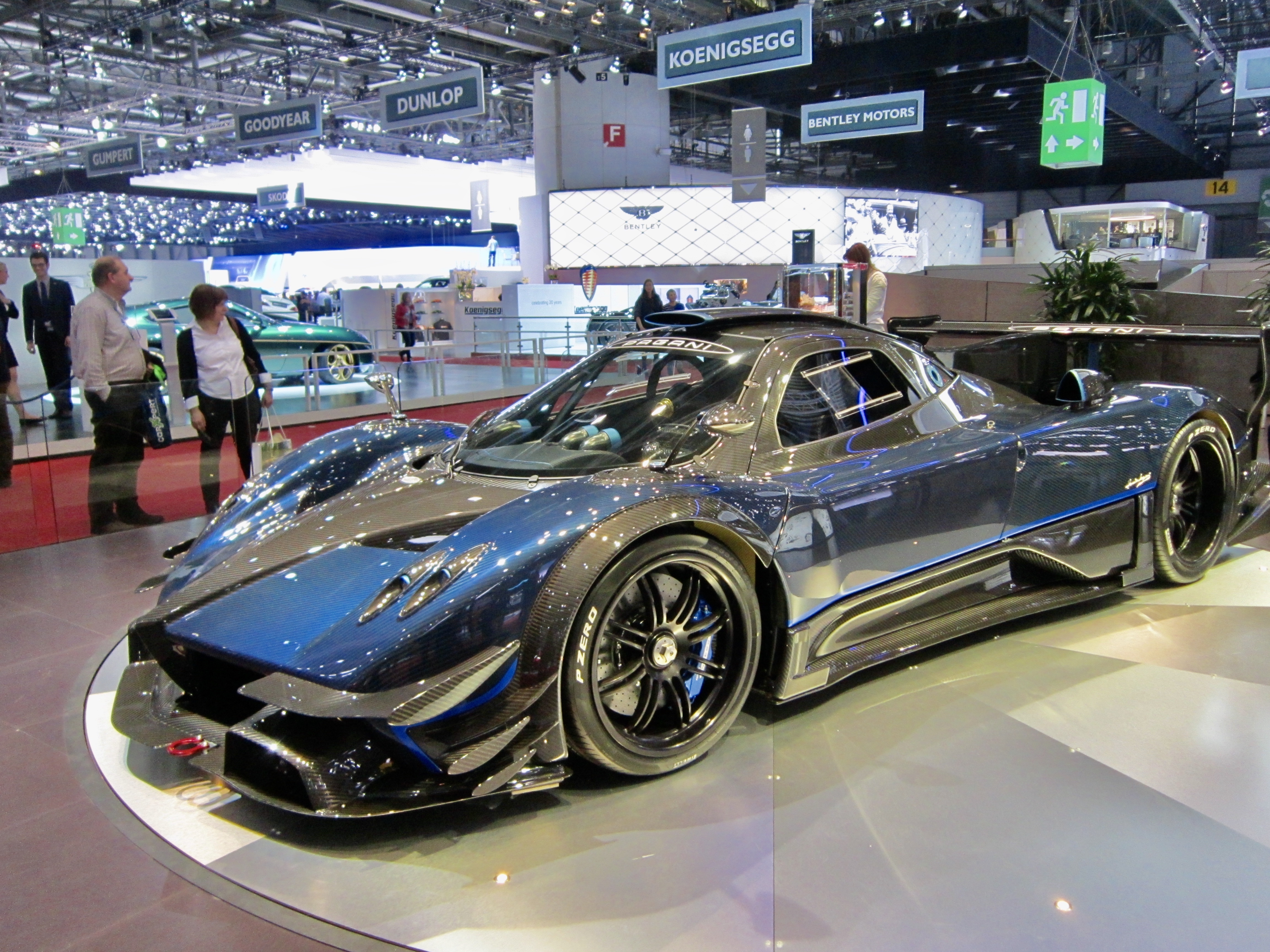
파가니 존다

- 존다 (Zonda)
- 와이라(Huayra)
- 유토피아

## 서적
- Morelli, Roberto; Racca, Hugo (2010). 《Pagani: The Story of a Dream》. Fidenza: Edizioni Arteimmagine. ISBN 978-88-905083-1-8.